# La sangre de los elfos
La sangre de los elfos (en polaco:Krew elfów) es la primera novela en La saga del brujo escrita por Andrzej Sapkowski. Es una secuela a los cuentos cortos recolectados en los libros El último deseo y La espada del destino y le sigue Tiempo de odio (Czas pogardy).

## Argumento
Geralt huye con Ciri a Kaer Morhen, donde la pequeña heredera de Cintra aprende a luchar como un brujo junto con Geralt y el resto de los brujos que pasan el invierno en dicha fortaleza olvidada. Súbitamente, aparece Triss Merigold, a quien Geralt, tras tres trances de la pequeña e inusual bruja, pide ayuda. Triss descubre que Ciri es una Fuente. Destaca, además, el debate que mantienen Triss y los brujos a propósito de la neutralidad en el conflicto con Nilfgaard, conflicto en el que Triss tomó parte, al participar, a instancias del Capítulo, en la Batalla del Monte de Sodden, donde se la dio por muerta, convirtiéndose, así, en la Decimocuarta del Monte. Con la llegada de la primavera, Geralt, Ciri y Triss parten rumbo a Ellander, al santuario de la Diosa Melitele, un lugar de confianza dónde Ciri, bajo la custodia de la sacerdotisa Nenneke, estaría a salvo de los espías. Durante el camino, sin embargo, una infección intestinal aqueja a Triss y los tres se ven obligados a viajar con un convoy de carros escoltado principalmente por enanos, viejos conocidos de Geralt (Yarpen Zigrin y sus muchachos). Durante el camino, son atacados por un comando de Scoia Tael (elfos, también conocidos como Ardillas), y Geralt, pese a sus anteriores afirmaciones sobre neutralidad, lucha contra ellos para proteger a Ciri, Triss y sus amigos.
Ya en el santuario de la diosa Melitele, Ciri recibe la noticia de que Yennefer de Vengerberg será su mentora. La relación entre Ciri y Yennefer, algo fría al principio, se vuelve más cálida conforme ambas se van dando cuenta de que no se pueden considerar rivales con respecto a Geralt, quien, entretanto, ha sido contratado como escolta por una compañía de transporte que opera en el delta desde Espuma a Novigrado. Durante uno de los viajes, cuando llegan a puerto, intentan detenerlo. Geralt va entonces a Oxenfurt, donde Jaskier hace de espía para Dijsktra, aprovechando la ocasión para desinformarlo a propósito sobre el paradero tanto de Ciri como de Geralt. Filippa Eilhart sigue a Jaskier cuando va a hablar con Geralt, y entre todos descubren que quien busca a Geralt y a la Leoncilla de Cintra es Rience, un hechicero de poca monta bajo el mando de alguien desconocido. Sin embargo, Filippa Eilhart, evidenciando que sabe más de lo que dice, deja escapar a Rience.
La situación con los comandos de Ardillas es aprovechada por Nilfgaard, ya que el Imperio está aliado con los Ardillas con objetivo de poner fin al reinado de los hombres sobre las tierras del Norte. Nilfgaard se prepara para la ofensiva mientras el caos cunde en los Reinos del Norte.